# Nerpio
Nerpio község Spanyolországban, Albacete tartományban. Lakosainak száma 1150 fő (2024).

## Földrajza
Nerpio Yeste, Letur, Moratalla, Puebla de Don Fadrique, Huéscar és Santiago-Pontones községekkel határos.

## Népesség
A település lakosságának változását az alábbi diagram mutatja:
| Lakosok száma | 1728 | 1663 | 1605 | 1538 | 1512 | 1384 | 1311 | 1191 | 1197 | 1150 |
|               | 2001 | 2004 | 2006 | 2009 | 2011 | 2014 | 2016 | 2019 | 2021 | 2024 |